# Върдово
Върдово (на албански: Verdovë, Вердова) е село в Албания, в община Поградец, област Корча.

## География
Селото е разположено на 709 m надморска височина на един километър югозападно от Поградец и на практика е негов квартал.

## История
Според Васил Кънчов („Македония. Етнография и статистика“) в XIX век Върдово е албанско мюсюлманско село в Старовска каза на Османската империя.
До 2015 година селото е част от община Бучимас.